# Монтальто-Павезе
Монтальто-Павезе (итал. Montalto Pavese) — коммуна в Италии, располагается в регионе Ломбардия, в провинции Павия.
Население составляет 936 человек (2008 г.), плотность населения составляет 51 чел./км². Занимает площадь 19 км². Почтовый индекс — 27040. Телефонный код — 0383.
Покровителем коммуны почитается святой Иоанн Креститель, празднование 24 июня.

## Демография
Динамика населения:

## Администрация коммуны
- Официальный сайт: